# Кармеліта (телесеріал)
«Кармел́іта» — російський мелодраматичний телесеріал, прем'єра якого відбулась 2005 року на телеканалі «Росія-1». Серіал мав успіх у глядачів, доля його аудиторії перевищила 50 %. 2009 року вийшло продовження серіалу під назвою «Кармеліта: Циганська пристрасть». В Україні серіал транслювався телеканалом Інтер.

## Сюжет

### Кармеліта
В живописне провінційне містечко, де живе циганський барон Рамір Зарецький (Баро), приходить зі своїм табором його давній друг Бейбут. Ще багато років тому приятелі домовились одружити своїх дітей, як тільки ті стануть повнолітніми. Красень Міро, син Бейбута, зовсім не проти одружитись із привабливою дочкою Баро, Кармелітою. Проте юна циганка не хоче слідувати застарілим традиціям. Більше того, вона дозволяє собі абсолютно неприпустиме — закохується в російського юнака.

### Кармеліта: Циганська пристрасть
Дія розгортається в тому ж містечку через рік після подій першого сезону. Баро і Астахов передали правління своїм дітям. Між циганами та росіянами встановились мирні стосунки. Міро керує табором, хоча лише номінально. За порадами цигани досі звертаються до Раміра. Баро живе разом з Земфірою, вони усиновили дітей Розаур. Астахов та Баро — друзі, вони часто обговорюють вчинки дітей, які вважають необдуманими, проте не втручаються в їхнє життя. В серіалі з'явилась нова сюжетна лінія. Юна циганка Хітана тікає зі свого табору від небажаного шлюбу і прибивається до Кармеліти. Кармеліта її розуміє, адже колись вона теж не хотіла одружуватися з тим, кого не любить.

## В ролях
Список акторів:

| Актор             | Роль                                                             |
| ----------------- | ---------------------------------------------------------------- |
| Юлія Зіміна       | Кармеліта Рамірівна Зарецька                                     |
| Олексій Ільїн     | Максим Орлов                                                     |
| Олександр Суворов | Міро Мільохін                                                    |
| Вадим Андреєв     | Леонід Форс, адвокат                                             |
| Микола Лєкарєв    | Рамір Зарецький (Баро)                                           |
| Ірена Морозова    | Рубіна Задорожна, бабуся Кармеліти                               |
| Альона Семьонова  | Світлана Леонідівна Форс, подруга Кармеліти, дочка Леоніда Форса |
| Степан Старчиков  | Микола Астахов, бізнесмен                                        |
| Денис Матросов    | Антон Миколайович Астахов, син Миколи Астахова                   |